# Bruce Willis
Walter Bruce Willis (født 19. marts 1955) er en tysk-født amerikansk tidligere skuespiller, filmproducer og musiker. Hans karriere begyndte på tv i 1980'erne, især som David Addison i De heldige helte (1985-1989) og fortsatte efterfølgende med store roller både på tv og film, herunder komiske, drama- og actionroller. Han er mest kendt for rollen som John McClane i Die Hard-serien, der for det meste var kritikerroste, kommercielle succeser. Han har optrådt i over 60 film, herunder succeser som Pulp Fiction (1994), 12 Monkeys (1995), Det femte element (1997), Armageddon (1998), The Sixth Sense (1999), Unbreakable (2000), Sin City (2005), Looper (2012) og Moonrise Kingdom (2012).
Films med Willis har indtjent 2,64 til 3,05 milliarder amerikanske dollar i nordamerikansk billetsalg, hvilket gør ham til den person hvis film har indtjent niendehøjest hvis der regnes med hovedroller og tolvtehøjest hvis biroller indregnes. Han er en dobbelt Emmy-vindende, Golden Globe-vindende og fire gange Saturn Award-nomineret skuespiller. Willis var gift med skuespillerinden Demi Moore, som han fik tre døtre sammen med, før deres skilsmisse i år 2000 efter tretten års ægteskab. Den 21. marts 2009 blev han gift med modellen Emma Heming, som han har to døtre med.
Den 30. marts 2022 slog Demi Moore et opslag op på Instagram, hvori hun annoncerede, at Willis indstillede karrieren, da han var ramt af sygdommen afasi. Opslaget var underskrevet sammen med Willis nuværende hustru samt hans i alt fem børn.

## Opvækst
Bruce Willis blev født i Idar-Oberstein i Vesttyskland. Hans far, David Willis, var en amerikansk soldat. Hans mor, Marlene, var tysk og født i Kaufungen nær Kassel. Willis er den ældste af fire børn: han har en søster, Florence, og en bror, David. Hans bror Robert døde af bugspytkirtelkræft i 2001 – han blev 42 år. Efter at være blevet udskrevet fra militæret i 1957, tog Willis' far sin familie med til Carneys Point Township i New Jersey i USA. Willis har beskrevet sig selv som værende kommet fra en "lang række af faglærte mennesker"; hans mor arbejdede i en bank og hans far var svejser, mekaniker og fabriksarbejder. Willis begyndte i sine ungdomsår på Penns Grove High School, hvor han fik øgenavnet Buck-Buck af sine skolekammerater. Han var også elevrådsformand og formand for en dramaklub i skolen.
Efter high school arbejdede Willis som sikkerhedsvagt på Salem Nuclear Power Plant og senere som lager- og transportarbejder på DuPont-fabrikken i Deepwater i New Jersey. Willis har også arbejdet som privatdetektiv. Han flyttede til New York City i slutningen af 1970'erne, hvor han gik til forskellige auditions, i starten til roller i teaterstykker og på daværende tidspunkt arbejdede han også ved siden af som bartender.

## Udvalgt filmografi
| År        | Titel                                | Rolle                                          | Noter               |
| --------- | ------------------------------------ | ---------------------------------------------- | ------------------- |
| 1987      | Blind Date                           | Walter Davis                                   |                     |
| 1988      | Die Hard                             | John McClane                                   |                     |
| 1989      | In Country                           | Emmett Smith                                   |                     |
| 1990      | Die Hard 2: Die Harder               | John McClane                                   |                     |
| 1991      | Hudson Hawk                          | Eddie 'Hudson Hawk' Hawkins                    |                     |
| 1992      | Døden klæ'r hende                    | Dr. Ernest Menville                            |                     |
| 1994      | Pulp Fiction                         | Butch Coolidge                                 |                     |
| 1995      | Die Hard: Mega Hard                  | John McClane                                   |                     |
| 1995      | 12 Monkeys                           | James Cole                                     |                     |
| 1996      | Last Man Standing                    | John Smith                                     |                     |
| 1997      | Det femte element                    | Korben Dallas                                  |                     |
| 1998      | Armageddon                           | Harry S. Stamper                               |                     |
| 1998      | Codename Mercery                     | Art/Arthur Jeffries                            |                     |
| 1999      | Den sjette sans                      | Dr. Malcolm Crowe                              |                     |
| 2000      | The Whole Nine Yards                 | Jimmy "The Tulip" Tudeski                      |                     |
| 2000      | Unbreakable                          | David Dunn                                     |                     |
| 2001      | Bandits                              | Joe Blake                                      |                     |
| 2003 2004 | Tears of the Sun The Whole Ten Yards | Løjtnant A.K. Waters Jimmi "The Tulip" Tudeski |                     |
| 2005      | Sin City                             | John Hartigan                                  |                     |
| 2006      | 16 Blocks                            | Jack Mosley                                    | Også producer       |
| 2006      | Over the Hedge                       | Stemme, RJ                                     |                     |
| 2007      | Die Hard 4.0                         | John McClane                                   |                     |
| 2009      | Surrogates                           | Agent Tom Greer                                |                     |
| 2010      | Cop Out                              | Jimmy Monroe                                   |                     |
| 2010      | The Expendables                      | Mr. Church                                     |                     |
| 2010      | RED                                  | Francis "Frank" Moses                          |                     |
| 2011      | Setup                                | Jack Biggs                                     |                     |
| 2011      | Catch .44                            | Mel                                            |                     |
| 2012      | Moonrise Kingdom                     | Kaptajn Sharp                                  |                     |
| 2012      | The Expendables 2                    | Mr. Church                                     |                     |
| 2012      | Looper                               | Ældre Joe                                      |                     |
| 2013      | A Good Day to Die Hard               | John McClane                                   | Også exec. producer |
| 2013      | G.I. Joe: Retaliation                | General Joseph Colton                          |                     |
| 2013      | RED 2                                | Francis "Frank" Moses                          |                     |
| 2014      | Sin City: A Dame to Kill For         | John Hartigan                                  |                     |
| 2014      | The Prince                           | Omar                                           |                     |
| 2015      | Vice                                 | Julian Michaels                                |                     |
| 2019      | Glass                                |                                                |                     |